# پلنگ (فیلم ۲۰۱۱)
پلنگ (به تامیلی: Siruthai) و یوزپلنگ (به انگلیسی: Cheetah) فیلمی هندی محصول سال ۲۰۱۱ و به کارگردانی سیوا است. در این فیلم بازیگرانی همچون کارتی، تمنا باتیا، سانتانام و مگنا نایدو ایفای نقش کرده‌اند.
این فیلم بازسازی فیلم ویکرامارکدو است.